# 米德韋 (伊利諾伊州弗米利恩縣)
米德韋（英語：Midway）是位於美國伊利諾伊州弗米利恩縣的一個非建制地區。該地的面積和人口皆未知。

## 地理
米德韋的座標為40°00′58″N 87°38′16″W / 40.01611°N 87.63778°W，而該地的平均海拔高度為207米（即679英尺）。